# Crotalus viridis
Crotalus viridis är en ormart som beskrevs av Rafinesque 1818. Crotalus viridis ingår i släktet skallerormar, och familjen huggormar. IUCN kategoriserar arten globalt som livskraftig.
Ormen förekommer främst i de Stora slätterna i centrala USA och i angränsande områden av norra Mexiko. Den lever i kulliga områden och i bergstrakter mellan 100 och 2895 meter över havet. Habitatet Varierar mellan prärien, halvöknar och olika slags skogar. Arten vistas främst på marken och klättrar ibland i den låga växtligheten. Den vilar mellan klippor, i grottor, i underjordiska bon som skapades av däggdjur eller i liknande gömställen. Honor lever ungarnas födelse ofta nära varandra.

## Underarter
Arten delas in i följande underarter:
- C. v. nuntius
- C. v. viridis